# Hampstead (stacja metra)
Hampstead - stacja metra londyńskiego położona w dzielnicy Camden. Leży na trasie Northern Line. Została otwarta w roku 1907. Spośród wszystkich stacji metra, jest położona najniżej pod ziemią. Jej perony znajdują się na głębokości 58,5 metra. Pasażerowie docierają do nich za pomocą wind. Istnieją również schody, liczące 300 stopni, ale są przewidziane jedynie na sytuacje awaryjne. Obecnie korzysta z niej ok. 4,3 mln pasażerów rocznie. Leży na granicy drugiej i trzeciej strefy biletowej.